# Huta (Wieruszów)
Pour les articles homonymes, voir Huta.
Huta est une localité polonaise de la gmina de Lututów, située dans le powiat de Wieruszów en voïvodie de Łódź.